# Зденац
Зденац је насељено место у општини Тоуњ, Карловачка жупанија, Република Хрватска.

## Историја
До територијалне реорганизације у Хрватској налазио се у саставу бивше велике општине Огулин.

## Становништво
На попису становништва 2011. године, Зденац је имао 210 становника.

### Број становника по пописима
| Националност   | 2001. | 1991. | 1981. | 1971. | 1961. | 1953. | 1948. | 1931. | 1921. | 1910. | 1900. | 1890. | 1880. | 1869. | 1857. |
| бр. становника | 207   | 231   | 268   | 260   | 296   | 337   | 328   | 349   | 313   | 354   | 351   | 361   | 398   | 485   | 480   |

- напомене:

До 1991. исказивано под именом Зден.

## Попис1991.
На попису становништва 1991. године, насељено место Зденац је имало 231 становника, следећег националног састава:
| Попис 1991.‍  | Попис 1991.‍  | Попис 1991.‍ | Попис 1991.‍ | Попис 1991.‍ |
| ------------ | ------------ | ----------- | ----------- | ----------- |
|              |              |             |             |             |
| Хрвати       | Хрвати       |             | 226         | 97,83%      |
| Македонци    | Македонци    |             | 1           | 0,43%       |
| Срби         | Срби         |             | 1           | 0,43%       |
| неопредељени | неопредељени |             | 1           | 0,43%       |
| непознато    | непознато    |             | 2           | 0,86%       |
| укупно: 231  |              |             |             |             |